# Дітріх Борхерт
Дітріх Борхерт (нім. Dietrich Borchert; 28 лютого 1909, Марніц — 21 грудня 1990, Гузум) — німецький офіцер-підводник, корветтен-капітан крігсмаріне.

## Біографія
8 квітня 1934 року вступив на флот. З листопада 1938 року — керівник групи училища озброєння морської авіації. В листопаді 1939 року переданий в розпорядження головнокомандувача підводним флотом. В березні 1940 року відряджений в училище підводників. З травня 1940 року — вахтовий офіцер 2-ї флотилії. В липні пройшов курс командира підводного човна. З 22 серпня 1940 по 10 березня 1941 року — командир U-24, з 17 квітня 1941 по 24 липня 1942 року — U-566, на якому здійснив 5 походів (разом 196 днів у морі). Всього за час бойових дій потопив 2 кораблі загальною водотоннажністю 13 148 тонн.
| Дата           | Назва корабля | Тип               | Тоннаж | Вантаж | Екіпаж | Загинули | Країна             | Конвой |
| -------------- | ------------- | ----------------- | ------ | --- | ------ | -------- | ------------------ | ------ |
| 15 лютого 1942 | Meropi        | Торговий пароплав | 4,181  | Баласт | 39     | 24       | Королівство Греція | ON-60  |
| 1 червня 1942  | Westmoreland  | Торговий пароплав | 8,967  | 6480 тонн генеральних вантажів, охолодженого м'яса і харчових продуктів, 9554 тюків вовни та 406 мішків пошти | 68     | 3        | Британська імперія |        |

В липні 1942 року переданий в розпорядження 1-ї флотилії. З жовтня 1942 року — командир роти 2-ї навчальної дивізії підводних човнів. З липня 1943 року — офіцер-спостерігач 24-ї флотилії. З листопада 1944 року — керівник групи приймального командування підводних човнів Данцига, з лютого 1945 року — Кіля. В травні взятий в полон. 27 листопада 1945 року звільнений.

## Звання
- Кандидат в офіцери (8 квітня 1934)
- Фенріх-цур-зее (1 липня 1934)
- Оберфенріх-цур-зее (1 квітня 1936)
- Лейтенант-цур-зее (1 жовтня 1936)
- Оберлейтенант-цур-зее (1 червня 1938)
- Капітан-лейтенант (1 квітня 1941)
- Корветтен-капітан (1 квітня 1945)

## Нагороди
- Медаль «За вислугу років у Вермахті» 4-го класу (4 роки)
- Залізний хрест
  - 2-го класу (20 квітня 1940)
  - 1-го класу (30 липня 1942)
- Нагрудний знак підводника (20 вересня 1941)